# 新利马
新利马是巴西米纳斯吉拉斯州的一个市镇。总面积428.449平方公里，总人口75530人，人口密度176.3人/平方公里。